# Calciocatapleiite
La calciocatapleiite è un minerale.